# Krebsbach (Fallbach)
Der Krebsbach ist ein etwa fünfundzwanzig Kilometer langer rechter Zufluss des Fallbachs in Hessen.

## Name
Ein früherer Namen des Krebsbachs war u. a. „Köbel“.
Daher auch die Ortsnamen Marköbel (Mark an der Köbel) und Bruchköbel (Bruch (alter Name für Mühle, aber auch für Sumpf- oder Moorlandschaft lt. Grimmschen Wörterbuch) an der Köbel).

## Geographie

### Verlauf
Der Krebsbach entspringt (Position der Krebsbachquelle siehe Karte) bei Calbach und fließt von Eckartshausen über Hammersbach (Langen-Bergheim und Marköbel) durch Rüdigheim, Bruchköbel nach Hanau. Zwischen Bruchköbel und Hanau verzweigt sich der Krebsbach in zwei Arme. Der Hauptteil mündet kurz danach in den Fallbach. Der andere Bacharm verzweigt sich nochmals: Der nördliche Teil fließt als Braubach weiter durch Wilhelmsbad, der südliche als Salisbach durch Hanau-Kesselstadt und mündet dort in die Kinzig.

### Zuflüsse
- Weidgraben (rechts), Büdingen-Eckartshausen, 1,2 km
- Hammersbach (links), Hammersbach-Langen-Bergheim, 3,0 km
- Eschbach (rechts), Hammersbach-Marköbel, 4,7 km
- Riedbach (rechts), Neuberg-Rüdigheim, 3,7 km
- Kreuzweidegraben (rechts), Bruchköbel-Niederissigheim, 1,7 km
- Kirchbach (Blochbach) (rechts), Bruchköbel-Niederissigheim, 3,7 km
- Bach von Mittelbuchen (rechts), Bruchköbel/Hanau, 2,9 km

### Flusssystem Kinzig
- Liste der Fließgewässer im Flusssystem Kinzig (Main)

## Geschichte

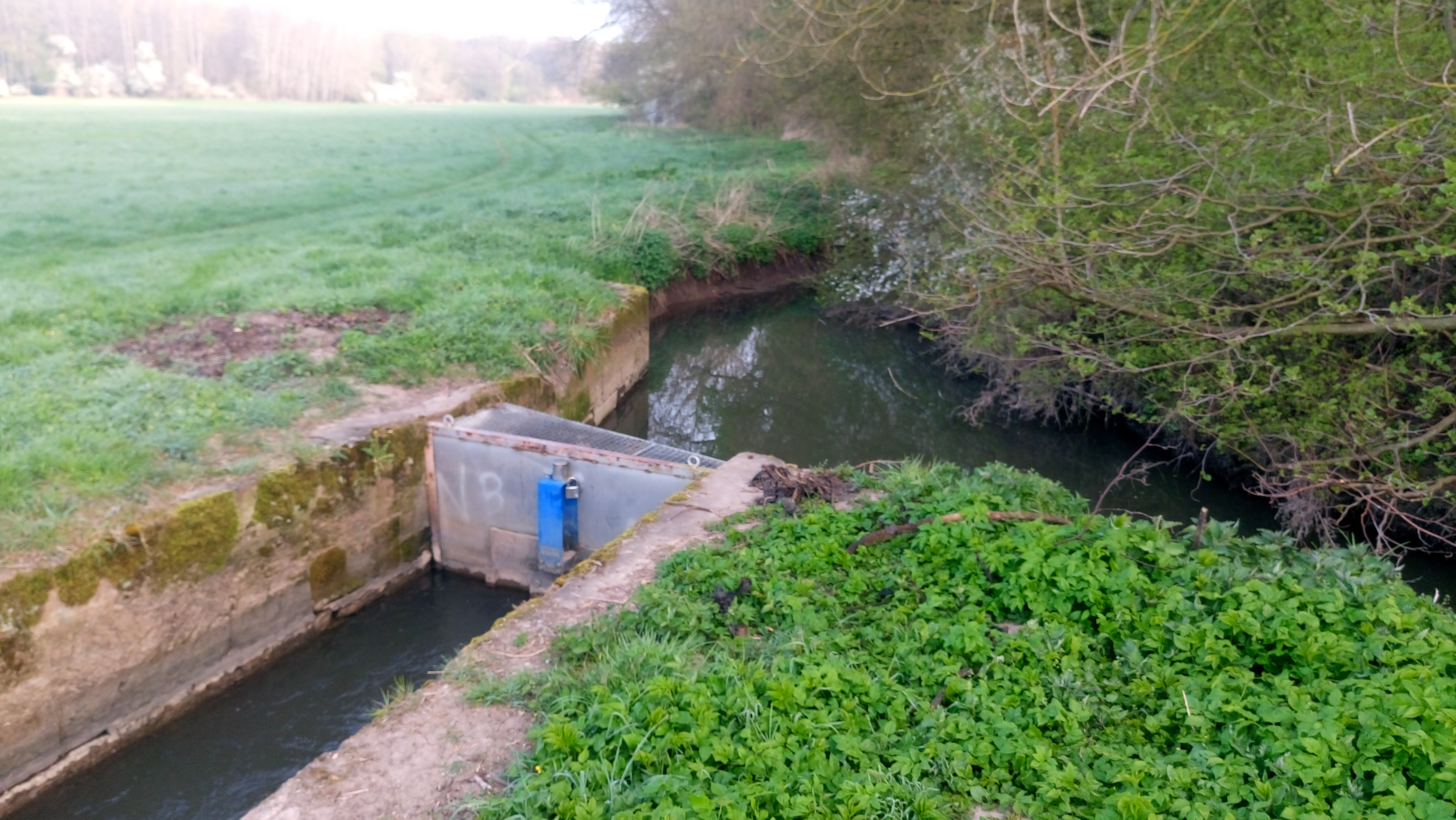
Teilung von Krebsbach (von hinten nach rechts) und Salisbach (nach vorne links)

Die Bifurkationen der vier Bäche im Norden Hanaus sind künstlich und wurden erst durch den Menschen in der Neuzeit angelegt. Der Grund hierfür liegt im Wasserbedarf für die Gewässer der benachbarten Kuranlage Wilhelmsbad und der Fasanerie, zudem befanden sich südlich der heutigen Maintaler Straße Seen zur Fischzucht (Weiherfeld, An den Güntherteichen) zwischen Krebs- und Salisbach.
Ursprünglich strebten Krebs-, Salis- und Fallbach in separaten Betten zur Kinzig, während der Braubach seinen Ausgang nicht in Wilhelmsbad, sondern in seinem Hauptzufluss, dem von Wachenbuchen kommenden Säulbach nahm. Auf den früheren Verlauf des Krebsbaches, etwa unter der heutigen Elsa-Brändström-Straße, verweist noch der Krebsbachweg. Die ehemalige Mündung lag noch im 20. Jahrhundert etwa 50 m oberhalb der Kinzigbrücke an der Hanauer Vorstadt. Der geringe Höhenunterschied und die geringen Fließgeschwindigkeiten ermöglichten die Anlage künstlicher Verbindungen, so dass der Krebsbach heute über Fallbach, Salis- und Braubach entwässert.

## Natur und Umwelt

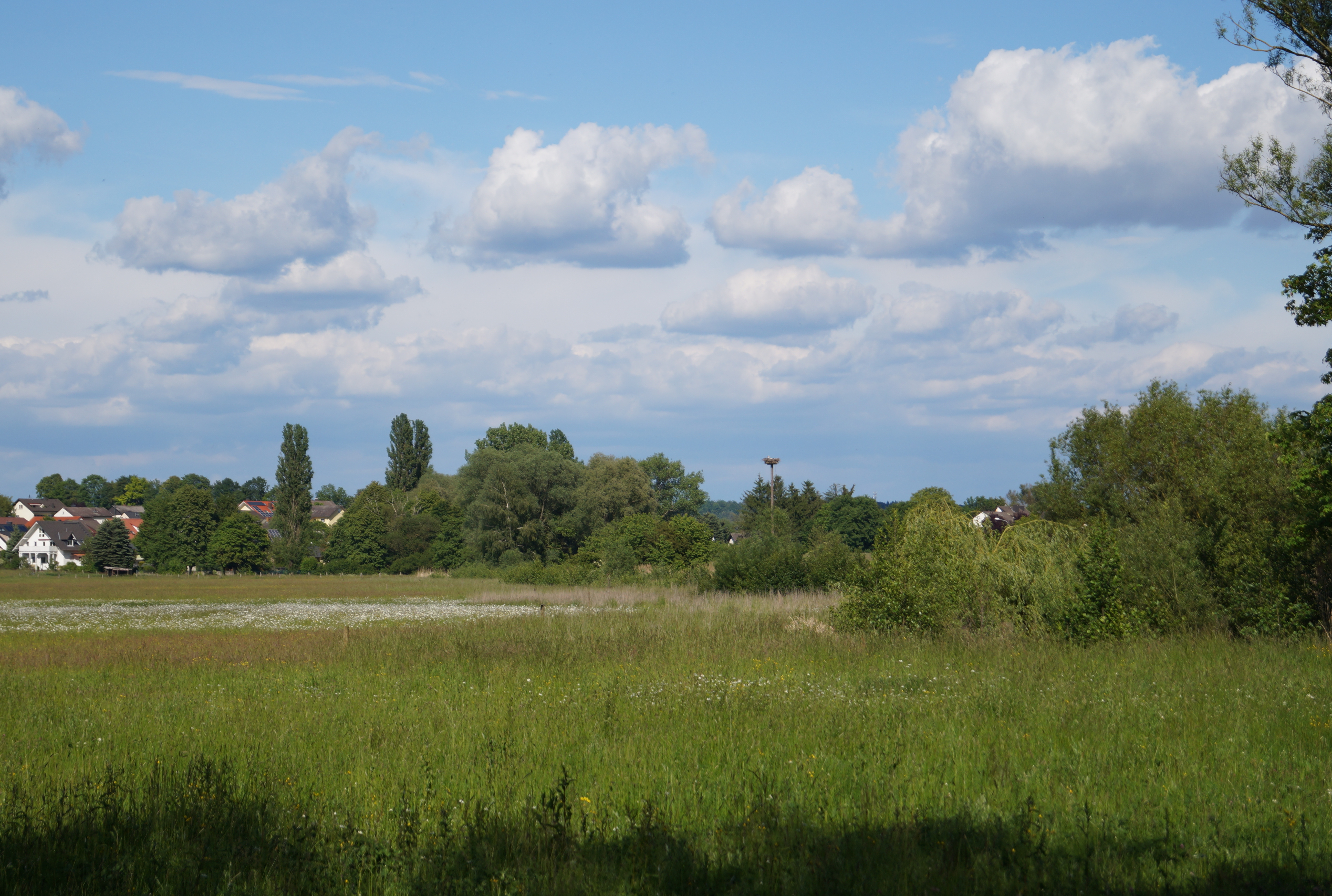
Naturschutzgebiet Krebsbachaue zwischen Nieder- und Oberissigheim mit renaturiertem Krebsbach und Storchennest, Mai 2014.

2009 wurde der Krebsbach und der Zufluss Riedbach im Bereich Rüdigheim in Teilen renaturiert. Zusätzlich wurde 2008 die Kläranlage Neuberg-Rüdigheim geschlossen. Das Abwasser wird nun mit einer Pumpleitung über Neuberg-Ravolzhausen nach Erlensee und dort in die Kinzig geleitet.
Nur bei starken Regenfällen wird der Krebsbach in Neuberg-Rüdigheim noch belastet.
Im flussabwärts anschließenden Bereich zwischen Ober- und Niederissigheim wurde 2010 ein 15 ha großer Retentionsraum angelegt und der Flussverlauf auf einer Länge von 550 m in Schleifen gelegt. Auf dem Gebiet der Stadt Hanau erfolgte eine Renaturierung im Mündungsbereich zum Fallbach in den Bruchwiesen im Jahr 2012. Möglich wurde dies als Ausgleichsmaßnahme für den Bau des Einkaufszentrums Kinzigbogen.